# إي أس أل للإستثمارات
إي أس أل للإستثمارات هو صندوق تحوط مملوك للقطاع الخاص ومقره في غرينتش ، كونيتيكت . لا ترتبط إي أس أل للإستثمارات بشركة إي أس أل إنترناشيونال ، شركة تكنولوجيا الاستثمار في سوق الأوراق المالية.

## تاريخ
تتم إدارة الصندوق بواسطة إدوارد لامبرت ، الذي وجدها في أبريل 1988 وأطلق عليها اسم الأحرف الأولى من اسمه. تستثمر الشركة في الأسهم العامة الأمريكية وأسواق التحوط . إدارة الصندوق مع الاستثمار مناقضة النهج، لامبرت هو الشركة رئيس مجلس الإدارة والرئيس التنفيذي، ويليام كراولي هو رئيسها وكبير مسؤولي التشغيل. إي أس أل غير معتاد إلى حد ما كصندوق تحوط من حيث أنه يأخذ حصصًا كبيرة في عدد صغير من الشركات ويحتفظ بها لسنوات عديدة. تتكون معظم محفظة إي أس أل من شركات البيع بالتجزئة ، ولا سيما كمارت (الآن ترانسفورمكو ) ، إلى حد بعيد أكبر شركة القابضة (ملكية 53.5 ٪ اعتبارًا من يونيو 2010). تلعب عائدات كمارت دورًا كبيرًا في مساعدة إي أس أل في الاستحواذ على شركات أخرى. 
بدأ لامبيرت التداول في الأسهم في بنك الاستثمار غولدمان ساكس خلال الثمانينيات.  في عام 1988 أسس لامبيرت شركة إي أس أل للإستثمارات بدعم من المستثمر ريتشارد إي. رينوتر  واستثمارات خارجية أولية بقيمة 28 مليون دولار. 
تم الإبلاغ في عام 2004 أنه من عام 1988 حتى عام 2004 ، بلغ متوسط عائدات الصندوق 29 ٪ سنويًا.  ومن بين عملائه ديفيد جيفن (1988-2007) ،  مايكل ديل ، وعائلة تيش (أصحاب شركة لويس ) ، وعائلة زيف (أصحاب شركة زيف دافيس ) (1988-2013).   في عام 2004 ، جعل الصندوق لامبيرت أول مدير صندوق تحوط على الإطلاق يحقق أكثر من مليار دولار في السنة ، عندما نما الصندوق بنسبة 69٪ ، بعد قراره بشراء كمارت ودمجه مع سيرز . في بداية الأزمة المالية في 2007-2010 ، تأثرت ممتلكات التجزئة في إي أس أل بشدة بسبب انخفاض الإنفاق الاستهلاكي ، وشهد استثمار الشركة في سيتي غروب في سبتمبر 2007 انخفاضًا كبيرًا في القيمة منذ أن استثمر الصندوق. من خلال الصندوق ، تبلغ قيمة لامبيرت حوالي 2 مليار دولار.  من المعروف أن لامبيرت ، الذي يستثمر عادة في الأسهم المقومة بأقل من قيمتها ، قد صاغ أسلوبه في الاستثمار على غرار أسلوب وارن بافيت من خلال تحليل خطابات المساهمين السنوية.